# Sonia Denoncourt
Sonia Denoncourt (Quebec, Sherbrooke, 1964. június 25. –) kanadai női nemzetközi labdarúgó-játékvezető.

## Pályafutása

### Nemzeti játékvezetés
A játékvezetői vizsgát 1978-ban  14 évesen tette le. Fiatal korára való tekintettel sokáig csak serdülő és ifjúsági mérkőzéseken tevékenykedhetett. A nemzeti labdarúgó-szövetségének megfelelő bírói bizottságok minősítése alapján jutott magasabb osztályokba. A küldési gyakorlat szerint rendszeres partbírói, majd 4. bírói szolgálatot is végzett. 1991-ben lett az I. Liga, 1993-1996 között az amerikai Professional Soccer League játékvezetője. Pályafutása alatt 1000-nél több bajnoki mérkőzésen fújta a sípot, vagy partbíróként tevékenykedett. A nemzeti játékvezetéstől 2004-ben vonult vissza.

### Nemzetközi játékvezetés
A Kanadai labdarúgó-szövetség Játékvezető Bizottsága (JB) terjesztette fel nemzetközi játékvezetőnek, a Nemzetközi Labdarúgó-szövetség (FIFA) 1994-től tartotta nyilván bírói keretében. A FIFA JB központi nyelvei közül a angolt és a franciát beszéli. Több nemzetek közötti válogatott és klubmérkőzést vezetett, vagy működő társának 4. bíróként segített. Ő az első kanadai női FIFA játékvezető. 1994-től Brazíliában, Salvadorban, USA-ban és Kanadában a profi ligákban foglalkoztatták játékvezetőként. 1996-ban Salvadorban, 1997-ben Brazíliában is első nőként fújta a sípot az I. Ligában. 1997-ben a FIFA JB és az Amerikai labdarúgó-szövetség Játékvezető Bizottságának megbízásából, Kaliforniában női nemzetközi (FIFA World Female All-Star) gálamérkőzést irányított. 2003-ban Barbadoson a férfi Katonai Bajnokságban, majd Németországban a Női Katonai labdarúgó-világbajnokságon kapott játékvezetői feladatokat. Az aktív nemzetközi játékvezetést 2004-ben befejezte.  Pályafutása alatt több, mint 100 nemzetközi találkozót vezetett.

#### Női labdarúgó-világbajnokság
A világbajnoki döntőhöz vezető úton Svédországba a 2., az 1995-ös női labdarúgó-világbajnokságra, Amerikai Egyesült Államokba a 3., az 1999-es női labdarúgó-világbajnokságra, valamint újra Amerikába a 4., a 2003-as női labdarúgó-világbajnokságra a FIFA JB bíróként alkalmazta. Az első női játékvezető a világon, aki három világbajnokságon való részvétellel 9 mérkőzést vezethetett. Rajta kívül Tammy Ogston teljesített, három világbajnokságon, Kari Seitz 4 világbajnokságon 9 mérkőzésirányítást.

##### 1995-ös női labdarúgó-világbajnokság

###### Világbajnoki mérkőzés
| Időpont          | Helyszín                     | Mérkőzés típusa              | Mérkőzés              | Eredmény | Nézők száma |
| ---------------- | ---------------------------- | ---------------------------- | --------------------- | -------- | ----------- |
| 1995. június 5.  | Olimpia Stadion, Helsingborg | csoportmérkőzés (A. csoport) | Svédország–Brazília   | 0 : 1    | 14 500      |
| 1995. június 13. | Olimpia Stadion, Helsingborg | egyik negyeddöntő            | Svédország–Kína       | 1 : 1    | 7 537       |
| 1995. június 17. | Strömvallen Stadion, Gävle   | bronzmérkőzés                | Kína–Egyesült Államok | 0 : 2    | 4 335       |

##### 1999-es női labdarúgó-világbajnokság

###### Világbajnoki mérkőzés
| Időpont          | Helyszín                        | Mérkőzés típusa              | Mérkőzés               | Eredmény | Nézők száma |
| ---------------- | ------------------------------- | ---------------------------- | ---------------------- | -------- | ----------- |
| 1999. június 19. | Giants Stadion, East Rutherford | csoportmérkőzés (A. csoport) | Egyesült Államok–Dánia | 3 : 0    | 78 972      |
| 1999. június 26. | Soldier Field Stadion, Chicago  | csoportmérkőzés (D. csoport) | Ghána–Svédország       | 0 : 2    | 34 256      |
| 1999. július 4.  | Foxboro Stadion, Foxborough     | egyik elődöntő               | Kína–Norvégia          | 5 : 0    | 8 986       |

##### 2003-as női labdarúgó-világbajnokság

###### Világbajnoki mérkőzés
| Időpont              | Helyszín                              | Mérkőzés típusa              | Mérkőzés                     | Eredmény | Nézők száma |
| -------------------- | ------------------------------------- | ---------------------------- | ---------------------------- | -------- | ----------- |
| 2003. szeptember 28. | Crew Stadion, Columbus                | csoportmérkőzés (A. csoport) | Svédország–Nigéria           | 3 : 0    | 22 828      |
| 2003. szeptember 21. | The Home Depot Center Stadion, Carson | csoportmérkőzés (D. csoport) | Kína–Ghána                   | 1 : 0    | 15 239      |
| 2003. október 5.     | PGE Park Stadion, Portland            | egyik elődöntő               | Egyesült Államok–Németország | 0 : 3    | 27 623      |

#### Női CONCACAF-aranykupa
Játékvezetőként meghívást kapott az első, a 2000-es aranykupa, valamint a 2., a 2002-es  aranykupa tornára.

#### Olimpiai játékok
Amerikában a XXVI., az 1996. évi nyári olimpiai játékok, illetve Ausztráliában a XXVII., a 2000. évi nyári olimpiai játékok labdarúgó tornáját rendezték, ahol a FIFA JB bírói szolgálatra alkalmazta. 2000-ben az első női játékvezetőként az olimpiai labdarúgó torna döntőjében vezethetett. Olimpián vezetett mérkőzéseinek száma: 6.

##### 1996. évi nyári olimpiai játékok
| Időpont          | Helyszín                         | Mérkőzés típusa              | Mérkőzés                   | Eredmény | Nézők száma |
| ---------------- | -------------------------------- | ---------------------------- | -------------------------- | -------- | ----------- |
| 1996. július 21. | Legion Field Stadion, Birmingham | csoportmérkőzés (F. csoport) | Németország–Japán          | 3 : 2    | 44 211      |
| 1996. július 25. | Legion Field Stadion, Birmingham | csoportmérkőzés (F. csoport) | Brazília–Németország       | 1 : 1    | 28 319      |
| 1996. július 28. | Sanford Stadion, Athén           | egyik elődöntő               | Norvégia– Egyesült Államok | 1 : 2    | 64 196      |

##### 2000. évi nyári olimpiai játékok
| Időpont              | Helyszín                 | Mérkőzés típusa              | Mérkőzés                  | Eredmény | Nézők száma |
| -------------------- | ------------------------ | ---------------------------- | ------------------------- | -------- | ----------- |
| 2000. szeptember 16. | Football Stadion, Sydney | csoportmérkőzés (E. csoport) | Ausztrália–Svédország     | 1 : 1    | 33 600      |
| 2000. szeptember 20. | Bruce Stadion, Canberra  | csoportmérkőzés (F. csoport) | Norvégia–Kína             | 2 : 1    | 11 532      |
| 2000. szeptember 28. | Football Stadion, Sydney | döntő                        | Norvégia–Egyesült Államok | 3 : 2    | 22 848      |

#### Algarve-kupa
A Portugál labdarúgó-szövetség 1994-től minden évben megrendezi a női labdarúgó tornát.  A Női labdarúgó-világbajnokság és a Női labdarúgó-Európa-bajnokság előtti torna lehetőséget teremt a meghívott női válogatottak szintmérésére.

## Sportvezetőként
Az aktív pályafutását befejezve első nőként a FIFA JB 25 fős keretében instruktori – ellenőrzés, oktatás – feladatokat végez. 2005-ben a FIFA JB felajánlotta részére, hogy Zürichben az új női játékvezetői fejlesztési programban töltsön be vezetői feladatokat.

## Szakmai sikerek
- A Kanadai Labdarúgó-szövetség JB az 1993, 1996, 1997, 1998, 1999-es évek Év Játékvezetője elismerő címet adományozta részére.
- 1995-ben szakmai pályafutásának elismeréseként első nőként megkapta a Ray Morgan Memorial Award tekintélyes elismerést.
- 2005-ben bekerült a Canadian Soccer Hall of Fame dicsőség múzeumába, mint Kanada legelismertebb női játékvezetője.